# Heteroonops murphyorum
Espèce
Heteroonops murphyorum est une espèce d'araignées aranéomorphes de la famille des Oonopidae.

## Distribution
Cette espèce est endémique du Costa Rica.

## Description
Le mâle holotype mesure 1,40 mm et la femelle 1,43 mm.

## Étymologie
Cette espèce est nommée en l'honneur de Frances et John A. Murphy.

## Publication originale
- Platnick & Dupérré, 2009 : The goblin spider genus Heteroonops (Araneae, Oonopidae), with notes on Oonops.  American Museum Novitates, no 3672, p. 1-72 (texte intégral).